# Emil Blenck
Emil Blenck (* 22. Dezember 1832 in Magdeburg; † 6. Oktober 1911 in Berlin) war ein deutscher Statistiker.

## Leben
Blenck studierte in Berlin, wo er für volkswirtschaftlich-statistische Arbeiten zweimal den ersten Fakultätspreis erhielt. Er wurde 1864 Regierungsassessor und war bis 1867 am Königlich Preußischen Statistischen Bureau beschäftigt.
Es folgten zwei Jahre bei der Regierung zu Potsdam. 1874 wurde er Regierungsrat und wurde später zunächst zum Geheimen Regierungsrat und 1888 zum Geheimen Oberregierungsrat befördert. Nachdem er 1875 zunächst Vertreter von Ernst Engel, dem Direktor des Statistischen Bureaus, gewesen war, wurde er dessen Nachfolger. Seit 1882 gab Blenck sämtliche Veröffentlichungen des königlich preußischen Statistischen Bureaus (»Zeitschrift«, »Preußische Statistik«, »Jahrbuch«, »Statistische Korrespondenz«) heraus, die schon seit 1865 eine größere Zahl auch besonders erschienener wissenschaftlicher Arbeiten von ihm gebracht haben, so über die verschiedenen Volkszählungen, über die »Schmalspurbahnen«, über »die geschichtliche Entwickelung, die gegenwärtige Lage und die Zukunft der Ethnographie« etc. Seine Jubiläumsschrift »Das königlich preußische Statistische Bureau beim Eintritt in sein neuntes Jahrzehnt« (Berl. 1885), die von Cambert (Genf 1887) ins Französische übersetzt wurde, fand eine Ergänzung durch sein jüngstes Werk: »Das königlich preußische Statistische Bureau während der Jahre 1885–1896« (das. 1898).

## Publikationen
- als Herausgeber: Festschrift des Königlich Preussischen Statistischen Bureaus zur Jahrhundertfeier seines Bestehens.  Berlin 1905
  - Teil 1: Das Königliche Statistische Bureau im ersten Jahrhundert seines Bestehens (Digitalisat)
  - Teil 2: Tabellen und Übersichten zum Statistischen Atlas für den Preussischen Staat (Digitalisat)